# Aimin, Jiangxi
Aimin är en socken i Kina. Den ligger i provinsen Jiangxi, i den sydöstra delen av landet, omkring 91 kilometer norr om provinshuvudstaden Nanchang. Antalet invånare är 6 299. Befolkningen består av 2 983 kvinnor och 3 316 män. Barn under 15 år utgör 21,0 %, vuxna 15-64 år 70 %, och äldre över 65 år 7,0 %.
Runt Aimin är det ganska tätbefolkat, med 199 invånare per kvadratkilometer. Närmaste större samhälle är Henggang, 13,9 km norr om Aimin. I omgivningarna runt Aimin växer i huvudsak blandskog.
Genomsnittlig årsnederbörd är 2 141 millimeter. Den regnigaste månaden är maj, med i genomsnitt 334 mm nederbörd, och den torraste är januari, med 59 mm nederbörd.